# (256547) Davidesmith
(256547) Davidesmith est un astéroïde de la ceinture principale.

## Description
(256547) Davidesmith est un astéroïde de la ceinture principale. Il fut découvert le 22 avril 2007 à l'observatoire Airglow dans les montagnes Laurel (à l'ouest de la Pennsylvanie) par David R. Skillman. Il présente une orbite caractérisée par un demi-grand axe de 3,03 UA, une excentricité de 0,09 et une inclinaison de 11,2° par rapport à l'écliptique.

## Compléments